# Miniatur Wunderland
Miniatur Wunderland er en modeljernbaneudstilling i Speicherstadt i Hamburg, indviet 16. august 2001. Dets 1.499 m² store anlæg er verdens største og med cirka en million besøgende om året en af de populæreste seværdigheder i Hamburg. Anlægget omfatter typiske landskaber og kendte bygninger fra Tyskland, Østrig, Schweiz, Skandinavien og senest Italien. Blandt højdepunkterne kan nævnes kørende biler, en lufthavn med lettende og landende fly og ikke mindst et utal af både realistiske og morsomme detaljer.

## Historie
Historien om Miniatur Wunderland tog sin begyndelse i sommeren 2000, da diskoteksejeren Frederik Braun fra Hamburg var på ferie i Zürich. Her besøgte han tilfældigvis en modeltogsbutik og fik spontant lyst til atter at beskæftige sig med modeljernbaner. Men den spontane ide dækkede ikke bare over et almindeligt modeljernbaneanlæg men derimod et kæmpeanlæg. Der fandtes allerede flere store modeljernbaneanlæg i Tyskland, og der kom stadig flere til. Men ingen havde en størrelse, som det Frederik Braun ønskede. Han kontaktede sin tvillingbror Gerrit Braun og forelagde ham ideen. Han var skeptisk men blev efterhånden overbevist, måske hjulpet på vej af at de begge egentlig gerne ville ud af diskoteksbranchen.
Et banklån på 2 mio. DM (ca. 7,5 mio DKK) blev optaget, og der blev fundet lokaler i et tidligere pakhus i Speicherstadt, et tidligere frihavnsområde der var under omdannelse til mere normalt byområde, og hvor man i øvrigt kom til at dele bygning med en anden populær seværdighed, Hamburg Dungeon. Til at designe og lede bygningen af anlægget engageredes den erfarne modeljernbanebygger Stephan Hertz, og til at hjælpe ham ansattes et støt stigende antal medarbejdere. En særlig ting i den forbindelse var, at mange medarbejdere ikke før havde beskæftiget sig med modeljernbaner, hvilket selv sagt ikke kunne undgå at give nogle begyndervanskeligheder. De første 25 % af arbejdet blev klaret på fire måneder, men da de sidste 75 % skulle klares på den tilsvarende tid, krævede det både overarbejde og ekstra medarbejdere. Til gengæld blev resultatet så også nyskabende og forbillededannende med betydelig større vægt på landskabet end ved traditionelle tyske modeljernbaner.
Samtidig med opbygningen blev andre modeljernbaneudstillinger studeret. Man bemærkede, at de kvindelige besøgende sjældent var særligt interesserede undtagen der, hvor der var lavet små scenerier på anlæggene. Det sidste tog man til sig og oversåede Miniatur Wunderland med talrige små og større scenerier. I første omgang havde man dog ikke nogen nærmere ide om, hvordan det skulle tage sig ud rent praktisk. Opgaven med at fylde landskaberne med liv blev overladt til Frederik Brauns senere kone og dennes veninde, og de sørgede hurtigt for furore. En af de første scenerier var således fundet af et nøgen lig i en bæk omgivet af politi og redningskræfter. Det gav anledning til diskussion om, hvad man egentlig kunne tillade sig, og om det ikke stødte mod grænsen for god smag. Afgørelsen blev dog, at "alt er tilladt", og at man skulle afspejle det virkelige liv på godt og ondt. Efter denne devise er siden kommet i hundredvis af detaljer og scenerier til. Nogle dagligdags som folk der venter på toget eller er på arbejde, andre triste som begravelser og atter andre muntre som folk på stranden eller til bryllup. Og ind imellem mere vittige men ikke synderlige realistiske ting som rumvæsener i Area 51 og pingviner på ferie i Sverige. Enkelte mere erotiske scenerier er det også blevet til, men de er bevidst placeret uden for synsvidde af børneøjne.

### Indvielse og første reaktioner
Efter ni måneders arbejde indviedes Miniatur Wunderland 16. august 2001 af Hamburgs overborgmester Ortwin Runde. På det tidspunkt var anlægget på 300 m², hvilket i selv gjorde det til en sværvægter blandt modeljernbaneanlæg. Men selvom udenomspladsen og publikumsfaciliteterne i første omgang skulle synes at matche, blev man allerede efter få dage belært om noget andet. Publikum strømmede til og gør det for den sags skyld stadig væk. Men da man ikke vil have alt for mange ind ad gangen, dels af hensyn til brandsikkerheden og dels for at folk overhovedet kan komme til at se noget, fører det imidlertid ofte til ventetider på op til omkring en time i weekender og ferier. Noget der søges rådet bod på med uddeling af slik og drikkevarer til de ventende tillige med mulighed for køb af billet på forhånd dermed mulighed for at springe køen over. Men også indenfor indgangen har man måttet tilpasse sig, og indgangsområde, butik og cafeteria har således måttet flyttes til større forhold hele tre gange i årenes løb. Til gengæld kan man så glæde sig over, at den store tilstrømning har betydet, at det oprindelige lån og flere andre har kunnet betales ud, og at den videre udbygning nu kan finansieres af egne midler.
Det nye store anlæg vakte naturligvis også interesse hos mere almindelige entusiaster. Nogle var begejstrede, mens enkelte var mere kritiske. De mange detaljer og lys- og lydeffekter kan ikke undgå at give anlægget et vist tivoli-præg visse steder, ligesom realismen ikke altid er i højsædet. Begge dele noget der afviger fra mange andre anlæg, der lægger mere vægt på at skildre den ofte ikke særligt muntre virkelighed, de fleste mennesker nu engang befinder sig i. Men her er det gået Miniatur Wunderland som så mange andre: Det er det urealistiske og festlige, der sælger billetter.
Andre studsede over at der reklameredes med hele 500 tog og syntes ikke, de kunne få øje på så mange. Forklaringen er dog simpel: de fleste tog befinder sig på skjulte banegårde under anlægget for så at komme frem på skift. Herved sikres dels, at det ikke bliver de samme tog, folk ser hele tiden, og dels at togene får mulighed for at hvile. Det sidste er ikke mindst vigtigt, for selvom de fleste modeltog er særdeles robuste og driftssikre, så er de trods alt ikke bygget til at køre mellem otte og elleve timer i træk hver dag året rundt. En tilsvarende simpel grund er der i øvrigt også til, at ellokomotiverne kører med pantograferne slået ned, selvom der er opsat køreledninger på store dele af anlægget. Sliddet ville simpelthen blive for stort, hvis de skulle bruges rigtigt.

### Videre udbygning
De første 300 m² med partier fra Alperne, Syd- og Midttyskland var imidlertid kun begyndelsen. En del af de oprindelige planer var således en storby, og når man nu bor i en sådan, Hamburg, var det jo meget naturligt at tage udgangspunkt i denne. Som sagt så gjort og 22. november 2002 kunne modeltogene fortsætte til hansestaden. Under bygningen indledte man i øvrigt en praksis med, at de besøgende kunne følge med i arbejdet med udbygningen af anlægget i åbningstiden. Noget de også har kunnet gøre ved senere udbygninger, om end man dog her har opstillet midlertidige vægge (dog med vinduer og dører) for at skærme mod støj- og støvgener. Også en del medarbejdere i værksteder og lignende kan kigges over skulderen på denne måde.
Næste anlægsafsnit blev helliget de store muligheders land, USA. Her måtte man imidlertid konstatere, at medarbejderne over de sidste par år var blevet betydeligt mere kvalitets- og detaljebevidste. Til trods for at afsnittet kun fyldte en tredjedel, tog det lige så lang tid at bygge som det første. Færdig blev det dog og forbundet med det øvrige anlæg via en glasoverdækket tunnel i gulvet. Efter indvielse 8. december 2003 vendte man blikket nordpå mod Skandinavien, der indviedes i juli 2005. Her fik både Danmark, Norge, Sverige og Finland plads, ligesom man betrådte nyt land med et kæmpe bassin med vand og sejlende skibe. Ægte vand undgås ellers helst på modeljernbaner af hensyn til elektronikken, men her fungerer det med lidt påpasselighed. Femte anlægsafsnit, Schweiz, bød også på højdepunkter og det i ordets bogstaveligste betydning. Man gennembrød simpelthen gulvet/loftet til etagen nedenunder, så man kunne give plads til over fem meter høje alpetoppe foruden tog i to etager. Noget af en udfordring og da kvalitetskravene stadigvæk steg, varede det denne gang til 12. november 2007, før indvielsen kunne finde sted.
6. skud på stammen er en stor trafiklufthavn med omegn, der med sin indvielse 4. maj 2011 bragte det samlede anlægsareal op på svimlende 1300 m². Her var lettende og landede fly den store nyhed. Efterfølgende tog man et kort pusterum med udvidelserne og kastede sig over vedligeholdelse og fornyelse af de eksisterende anlægsdele, hvor over ti års drift efterhånden har sat sit præg. Indgangsområde, butik og cafeteria blev desuden i august 2012 for tredje gang flyttet til større faciliteter.
I mellemtiden er Miniatur Wunderland blevet den seværdighed i Hamburg, der har det størst voksende besøgstal. 16. juli 2008 besøgte gæst nr. 5.000.000 således Miniatur Wunderland. Og allerede små tre år senere, 19. maj 2011 rundedes gæst nr. 8.000.000, mens man 5. december 2012 kunne fejre gæst nr. 10.000.000.
Sideløbende har der også været tid til forskellige aktiviteter i og udenfor huset. Ved forbundsdagsvalgene i 2009 og 2013 stillede man f.eks. under overskriften Utopia en kvadratmeter til rådighed for hver af de seks partier i forbundsdagen hvor de kunne vise deres respektive visioner for Tyskland. Et andet eksempel er Die geteilte Stadt (den delte by), hvor man gennem syv dioramaer følger en fiktiv grænseovergang i Berlin fra 2. verdenskrigs slutning i 1945 til Berlinmurens fald i 1989. Udenfor huset har man desuden lavet forskellige rekordforsøg, hvor f.eks. et større antal modellokomotiver blev sat til at trække et rigtigt lokomotiv.
Det næste anlægsafsnit der kom til er Italien, der blev indviet 28. september 2016. Her er fokus blandt andet på landskaber og Roms seværdigheder, ligesom der er lagt en del kræfter i en genskabelse af vulkanen Vesuv med udbrud. I forhold til tidligere anlægsafsnit har krav og forventninger denne gang været noget højere, da Italien har mange internationalt kendte steder og bygninger. For at det ikke skulle tage alt for lang tid, undlod man i første omgang en planlagt gengivelse af Venedig. Byen med dens kanaler og kendte bygninger blev så i stedet åbnet som et mindre isoleret anlægsafsnit 21. februar 2018.
Det næste anlægsafsnit bliver Monaco med Formel 1-løbet Monaco Grand Prix og Provence i Frankrig. Arbejdet med dem forventes at vare til i hvert fald slutningen af 2019. Derudover er der planer om at bygge en bro over kanalen bag Miniatur Wunderland til et pakhus på den anden side, hvor man kan bygge nye anlægsafsnit.

## Highlights
Miniatur Wunderland er et kæmpe modeljernbaneanlæg og befares som sådan af hundredvis af tog i alle afskygninger. Men trods deres store antal og allestedsnærværelse står de faktisk noget i skyggen af en række andre highlights, der også tiltrækker opmærksomhed blandt ellers ikke modeljernbaneinteresserede:
- Car System. Gerrit Braun har lavet en avanceret udgave af Faller Car System, således at over 270 biler kan køre rundt i Knuffingen, Amerika og trafiklufthavnen med behørig overholdelse af færdselsreglerne.
- Brandbiler. Brødrene Braun er vilde med brandbiler, så mindst en gang hvert kvarter brænder det skiftende steder i Knuffingen, hvorefter brandvæsenet rykker talstærkt ud. I etagen under anlægget er et stort antal modelbrandbiler desuden udstillet.
- Dag-nat-cyklus. Hvert kvarter ruller natten hen over anlægget med aftendæmring, nat og morgen.
- Scenerier. Overalt på anlægget findes små scenerier af såvel vittig som hverdagsagtig karakter. Her er en kørt galt, der bydes til fest, hist er der trafikprop, pist er Spiderman på spil etc. etc.
- Trykknapaktiviteter. Mange steder langs anlægskanten findes der trykknapper som de besøgende kan bruge til at sætte gang i forskellige aktiviteter. Det kan være vindmøller der drejer, lyden af hornblæsere eller en vejarbejder, der får en rystetur af sit trykluftbor.
- Kommandopost. Anlægget er komplet digitalstyret og overvåges fra en "kommandopost", hvor besøgende kan kigge personalet over skulderen.

## Anlægsafsnit
I det følgende er anlægsafsnittene nærmere beskrevet med highlights og karakteristika. Beskrivelserne er dog på ingen måde udtømmende, for udover det nævnte er der talrige modelbyer, utallige tusinde detaljer og ikke mindst de hundreder af tog, der befarer hele anlægget.

### 1. afsnit: Østrig, Midt- og Sydtyskland
Ca. 300 m² – indviet 16. august 2001

Det første anlægsafsnit falder i tre dele: Østrig med Alper og vintersport, Knuffingen med købstad og car-system og Harzen med landskab, ICE-tog og tivoli. Der er med enkelte undtagelser ingen bestemte forbilleder hverken for landskaber, byer eller bygninger.
Østrig var oprindelig blot Alperne, men efter at man begyndte på Schweiz, blev det gamle afsnit helliget nabolandet Østrig. Det er dog stadig Alperne, der dominerer, strækkende sig fra sommerliv i dalene til vintersport på bjergskråningerne. Trafikken besørges bl.a. af en kabelbane, en tandhjulsbane og en hel række skilifte. Indimellem er der naturligvis også de almindelige tog, der bl.a. gør brug af en omkring to meter høj sporspiral skjult bag en glasplade i en af bjergene. Den fører op til en bro, der går over en døråbning og fører sporene videre til næste område, Knuffingen.
Knuffingen er en sydtysk købstad, som sådanne flest med kirke, marked og gamle huse. Banegården og antallet af brandudrykninger hører dog nok en større by til. Ellers er byen mest kendt for sit Car-System med selvkørende biler og slottet Löwenstein, der troner højt over byen. Slottet har som resten af byen intet forbillede men er sammensat af to-tre modeller af stationsbygningen i Baden-Baden. Lidt mere i skygge står ting som en befærdet motorvej, den lille fæstning Burg Hartenstein og et strejkeramt bjergværk. Ikke langt fra sidstnævnte finder man i øvrigt et typisk eksempel på de mange scenerier, idet anlægget af en ny vej er blevet afbrudt af det uventede fund af et dinosaurskelet.
Harzen/Midttyskland er forholdsvis fladt. Der er ikke så meget skov, som man måske ville vente, men til gengæld dyrkes fritidslivet i alle afskygninger i de mange hyggelige småbyer. Nogle figurer har således fundet vej op til Hermannsdenkmal, mens mange andre befinder sig nedenfor på en friluftstribune, der konstant spiller Romeo og Julie. Omkring floden Weile finder man på den ene side et loppemarked og på den anden side en velbesøgt campingplads og minigolfbane foruden en møjsommeligt lavet solsikkemark. Ikke til at overse er desuden et livligt tivoli og en gennemgående højhastighedsbane. Knap så synlig er til gengæld et militært øvelsesområde og byen Rothenbach med sine velbevarede bymure.

### 2. afsnit: Hamburg
Ca. 200 m² – indviet 22. november 2002

Storby med masser af liv og tog, fodboldstadion og andre seværdigheder.
Hamburg er Miniatur Wunderlands hjemby og var et oplagt valg, da 2. anlægsafsnit med en storby var under planlægning. Trods pladsen er det dog ikke muligt at gengive byen naturtro, så indbyggere skal ikke vente at finde netop deres hus i model. Til gengæld er der blevet plads til flere af byens vartegn og kendte steder. Blandt disse er byens vartegn Michaeliskirche (Der Michel) og fodboldstadionet Imtech Arena, hvor Hamburger SV konstant vinder 4-3 over FC St. Pauli. Ikke til at overse er Hovedbanegården, hvor de rejsende må glæde sig over, at det ikke regner i Miniatur Wunderland, al den stund at banegården aldrig har fået lagt tag. Speicherstadt, der huser Miniatur Wunderland, er også repræsenteret endda med en lille bane i 1:900 i Miniatur Wunderlands egen bygning. Nævnes må også den store Köhlbrandbrücke og den zoologiske have Hagenbecks Tierpark. Lidt fantasi er der også blevet plads til i form af en Transrapidstrækning. Desuden er der en sporvejslinje, hvor flere sporvogne genopliver den trafikform, der i virkelighedens verden forsvandt fra Hamburgs gader i 1978.
Til de nyere indslag hører bygningen i 2012/13 af Hamburgs nye bydel HafenCity med koncerthuset Elbphilharmonie, der tro mod forbilledet men dog længe før denne blev indviet med en vis forsinkelse i november 2013. Det nye område erstattede i øvrigt et noget dødt område repræsenterende Østersøkysten. Erstattet blev også en lille flyveplads, der veg for en tre kvadratmeter stor haveudstilling, der blev indviet 16. april 2013. Virkelighedens Hamburg var nemlig dette år vært for haveudstillingen Internationale Gartenschau, og i den anledning skabte Miniatur Wunderland efter eget udsagn verdens mindste have.

### 3. afsnit: Amerika
Ca. 100 m² – indviet 8. december 2003

USA med alt fra Miami og Cape Caneveral over Las Vegas og Grand Canyon til Rocky Mountains.
"Laver I World Trade Center, der styrter i grus?" – sådan omtrent spurgte flere besøgende under bygningen af dette anlægsafsnit. Nej for New York blev bevidst fravalgt. Selv i formindsket form ville byens skyskrabere ikke kunne have været under loftet (WTC ville f.eks. blive 4,79 m høj i 1:87). I stedet valgtes knap så høje men måske mere farverige Las Vegas med forskellige eksotiske hoteller og kasinoer. USA's åbne vidder søger man også forgæves, for selv her er der trods alt grænser for pladsen. I stedet er der udvalgt forskellige kendte steder i USA. Således Miami med både sumpe, strande og Everglades, Cape Canaveral med affyring af rumfærge, Grand Canyon med de kendte rødlige klipper og en pueblo-by og Rocky Mountains med både træbrug og de fire præsidentportrætter på Mount Rushmore. I et hjørne finder man desuden en landsby, der holder jul hele året, og nedenfor en anden i klassisk western-stil, hvor der netop holdes parade.
Også i Amerika er der et større Car-System, der naturligvis er forsynet med typiske amerikanske køretøjer og blandt andet af en motorvej såvel som en kringlet vej gennem Miamis sumpe står til rådighed. Togene mangler naturligvis heller ikke, hvad enten det gælder små lokaltog eller mange meter lange godstog trukket af klassiske damp- og diesellokomotiver. Lidt fantasi er det dog også blevet til i form af knudepunktet Las Vegas Central Station, der intet forbillede har i virkeligheden.

### 4. afsnit: Skandinavien
Ca. 300 m² – indviet juli 2005

Sommer i Danmark med strand og landskab, efterår i Norge med havn og banegård og vinter i Sverige med sne og malmmine. Desuden rigtig vand med sejlende skibe.
Danmark er sol og sommer for både danskere og tyskere. Således også her hvor Padborgs strand nydes i rigt mål. Sommerhusene er en historie for sig, idet de er bygget af 10 vindere i en konkurrence og har hver deres personlige og til tider noget specielle stil. I midten ligger Padborg Station, der dog ikke har nogen lighed med forbilledet. Til gengæld er der let genkendelige modeller af Egeskov Slot og en rundkirke. En seværdighed, der også må nævnes, er museet Sneglehuset i Thyborøn, som nogle tyskere dog fejlagtigt tror er en kirke.
Mellem Danmark og Norge ligger et hav, der her har fået kompromisnavnet Nordostsee (Nordøstersøen). Havet har ægte vand med ebbe og flod. Skibstrafikken er endnu beskeden, da der afventes færdigudviklingen af et automatsk styringssystem. Indtil det kommer, må udstationerede medarbejdere skabe liv med forskellige fjernstyrede skibe, der til gengæld rækker lige fra små slæbebåde til store krydstogtskibe og containerskibe foruden en model af færgen M/F Kronprins Frederik. Både den og de andre passerer under Storebæltsbroen, der har form af en krydsning mellem Østbroen og Vestbroen, og som her er forlagt til at spænde mellem Danmark og Norge.
I Norge er det efterår, hvilket dog ikke synes at genere de let klædte indbyggere. De arbejder blandt andet i fantasibyen Bergviks store havn, hvor der losses både malm og containere og ekspederes færger. Lidt i skjul ligger fjelde og fjorde og en typisk stavkirke. Til de mere pudsige detaljer hører et par godstog, der kører frem og tilbage langs anlægskanten med mønter på vognene. Håbet er, at folk vil lægge mønter på dem i stedet for at smide dem i vandet, sådan som det ofte sker med springvand, men som bassinet her ikke har godt af.
I Sverige er det vinter med sne over det hele. Midt i det hele ligger Kiruna med en stor malmmine, der genererer tilsvarende store malmtog, der naturligvis kører i venstre side, sådan som man endnu gør det på de svenske jernbaner. Rundt omkring ses et ishotel, en vejrstation og i børnehøjde Pippi Langstrømpe foran Villa Villekulla. Og for dem, der mener, at Julemanden bor på de kanter, har han indrettet sig på en boplads med julestemning hele året.
Lidt Finland er der også blevet plads til, hvor man finder samerne med deres rensdyrflokke. Og længst væk i ishavet er den flyvende hollænder angiveligt undervejs blandt isbjergene...

### 5. afsnit: Schweiz
Ca. 250 m² – indviet 12. november 2007.

Schweiz med Alper i over 5 meters højde, idet man har fjernet gulvet/loftet til etagen nedenunder, og derved fået anlæg i to etager.
Alperne er dette anlægsafsnits dominerende højdepunkter med karakteristiske Alpetoppe som Matterhorn. Som i virkeligheden gennemskæres de af jernbaner på kryds og tværs med tilhørende tunneler, snegallerier og imponerende broer og viadukter. Chokolade hører også Schweiz til, så en chokoladefabrik er ikke overraskende en af dette anlægsafsnits industrier. Andre tæller et stort cement- og betonværk. Energien skaffes fra et biogasanlæg, der formodentlig også har en god kunde i DJ BoBos mere end almindeligt velbesøgte rockkoncert.
Lidt fantasi er der også her blevet plads til. Skjult under Matterhorn findes således tunnelstationen Porta Miwula, inspireret af den påtænkte men foreløbig opgivne station Porta Alpina i Gotthard-Basistunnelen. Miniatur Wunderlands navn på stationen er i øvrigt ikke det eneste fantasinavn for virkelighedens schweiziske bynavne er omfattet af ophavsret. Så i stedet må de besøgende tage til takke med byer som Brichur, St. Max og Bellezona. Hvis de da ikke hellere vil besøge Heidi, den lille pige fra Johanna Spyris berømte romaner.
At Schweiz ikke just er noget billigt land, bekræftes ved en eBay-auktion over fem modelgrunde i Charity Dorf til fordel for et godt formål. Den dyreste grund, der måler 723 cm², gik således for 11.161 € (83.261 DKK) svarende til en kvardratmeterpris på 154.371 € (1.151.605 DKK)! Om det er derfor, den schweiziske bank andetsteds i anlægsafsnittet har store mængder guld i kælderen, melder historien dog ikke noget om.

### 6. afsnit: Lufthavn
Ca. 150 m² – Indviet 4. maj 2011

Stor trafiklufthavn med startende og landede fly samt mere civile omgivelser fra Bayern.
Med dette anlægsafsnit gik man for alvor i luften. I Hamburg-afsnittet var der godt nok i forvejen en beskeden flyveplads uden aktivitet, men her fik man en rigtig stor lufthavn, hvor flyene ikke bare nøjes med at køre rundt men også letter og lander. Da det imidlertid af indlysende årsager vil være uforsvarligt med fritflyvende fly, og alternativer som plexiglasramper ville være urealistiske, er man endt med en løsning, hvor et par tynde stænger hæver og sænker flyene og derved simulerer starter og landinger. Flyene selv er som oftest almindelige fly af forskellige størrelser og fra forskellige selskaber. Enkelte undtagelser er der dog, heriblandt sågar en rumfærge.
Nede på landjorden er der dog også masser af trafik, for også her er der indbygget Car-System. Lufthavnsbusser, lastbiler til catering, bagagetransport, snerydningsmateriel og brandbiler er således med til at holde lufthavnen kørende. Dertil kommer så flere tusinde faststående biler i parkeringshusene omkring den store terminalbygning. Den og resten af lufthavnen har i øvrigt Hamburg Airport som forbillede men kaldes her for Knuffingen Airport og er geografisk placeret i Sydtyskland.
Men selvom flytrafikken er i fokus i dette afsnit, er jernbanen dog ikke glemt, og lufthavnen har således behørig forbindelse til Knuffingen ad skinnevejen. Dertil kommer så mere civile områder som kolonihaveforeninger, et industriområde, en bayersk folkefest og en model af det kendte tyske slot Neuschwanstein.

### 7. afsnit: Italien
Ca. 190 m² – Indviet 28. september 2016

Ferielandet Italien med både sol og strand og historiske bygninger. Vulkanen Vesuv og noget af Rom mangler heller ikke.
En væsentlig del af dette anlægsafsnit består af forskellige italienske landskaber rækkende fra badestrande til bjergskråninger. Indimellem ses forskellige byer og seværdigheder såsom ruinbyen Pompeji. Et højdepunkt i mere end én forstand er Vesuv, der går i udbrud. Andetsteds ses en westernby, hvor der optages kendte spaghettiwesterns.
En anden del af anlægsafsnittet er optaget af storbyen Rom. Der er naturligvis ikke plads til at genskabe hele byen, men flere kendte bygninger er repræsenteret såsom Colosseum og Peterskirken, ligesom floden Tiberen heller ikke mangler. Trafikken bliver blandt andet repræsenteret af sporvogne og banegården Roma Termini.

### Venedig
Ca. 9 m² – Indviet 21. februar 2018
Det hidtil mindste anlægsafsnit er helliget Venedig med sine kanaler og broer. Desuden er der gengivet steder og bygninger som Markuspladsen, Markuskirken og Dogepaladset. Der er ingen kørende biler eller tog på det isolerede anlægsafsnit men til gengæld over 150 gondoler på kanalerne.

## Teknik
Anlægget er i skala H0 (1:87) og komplet digitalstyret. På størstedelen af anlægget benyttes treskinne vekselstrøm i form af Märklins K-spor. Toskinne jævnstrøm er dog også velrepræsenteret. Roco Line bruges således til S-, U- og havnebane i Hamburg og lokalt i Sverige og Norge, mens Pecos code 75 bruges i Amerika og Fleischmann Profi Spur H0 bruges lokalt i Schweiz. Til en smalsporsbane i Harzen er benyttet H0e-spor fra Roco, mens Fleischmann bidrager med en tandhjulsbane i de østrigske alper.
Det, der imidlertid især vækker interesse, er de kørende biler, der findes i Knuffingen, Amerika og lufthavnen samt i beskedent omfang i Skandinavien, hvortil kommer et par enlige busser i Harzen og Schweiz. Der er tale om en videreudvikling af Fallers Car System, hvor bilerne med indbyggede små motorer og magneter følger tråde skjult i vejbanerne. Der er brugt mange timer på at bearbejde de over 270 små biler, så de behørigt overholder færdselsreglerne med alle foreskrevne forlygter, baglygter, blinklys og advarselslamper. Dette omfatter også den store flåde af brandbiler, der mindst en gang hvert kvarter rykker ud til brande skiftende steder med obligatorisk sirenehylen (sidstnævnte kommer dog fra højtalere indbygget i anlægget). Og alt imens den øvrige trafik behørigt holder tilbage eller selv finder andre veje. For systemet er nemlig således indrettet, at bilerne ved, om en given vej er farbar og tilladt for dem at køre ad. Er der ved et kryds flere veje, en bil kan benytte, bestemmer en tilfældighedsfaktor hvilken, der vælges. Derved sikres, at bilerne ikke altid kører de samme veje. Undtagen er dog busser i rute og lignende.
Et godt eksempel på de mange små køretøjer er det allerførste ombyggede lastvognstog, MB Actros Milka, et let genkendelig lilla lastvognstog fra chokoladeproducenten Milka. Den blev sat i drift ved indvielsen 16. august 2001 og har pr. 6. november 2014 kørt 14.912 rigtige kilometer, svarende til 3.087 meter på en gennemsnitlig dag. Den kan køre 4.200 meter på en enkelt opladning, som den ligesom de øvrige biler får hos en skjult ladestation, som den selv finder vej til, når den er ved at løbe tør. Ombygningen til Miniatur Wunderlands forhold tog ni timer, hvilket resulterede i indbygning af 13 lamper og fem hastighedsniveauer. Som den absolutte modsætning kan nævnes lastbilen Coca Cola Truck, der er et rent lysshow af en julereklame for Coca-Cola. 52 timer tog det at indbygge de 142 lamper, og så måtte man endda begrænse sig, hvis der stadig skulle være strøm nok på batteriet til at køre bare 500 meter på en opladning.
Skandinavien er i virkelighedens verden kendt for søfart, og det har man efterlignet med en stort bassin med ægte vand, hvor forskellige skibe sejler rundt. Endnu benyttes traditionel radiostyring, hvilket begrænser trafikken til et-to skibe. Der er dog et system til automatisk styring af skibene under udvikling. Udviklingen tager dog sin tid, da der kræves en millimeterpræcision, der ikke kan præsteres af eksisterende systemer.

## Størrelsesforhold
Trods de store forhold i Miniatur Wunderland er der ikke uendeligt med plads, og det er derfor nødvendigt med visse kompromisser. Det har især betydning for de bygninger, der har virkelige forbilleder, men hvor nogle har måttet gengives i mindre form, end de ellers ville have været i 1:87. Således måler start- og landingsbanen i lufthavnen 14 meter, hvor det mere korrekte ville være 30-45 meter, ligesom den også er smallere end de korrekte 50-70 cm. Modellerne af Heinrich-Hertz-Turm og Michaeliskirche i Hamburg er også noget lavere end de korrekte 3,20 m hhv. 1,50 m. Fodboldstadionet Imtech Arena er bygget i 1:150, men da tilskuerne stadig er i 1:87, er der ikke plads til helt så mange af dem som i virkeligheden. Tilsvarende gælder for Elbphilharmonie, der er bygget i 1:130. Alt sammen noget der betyder, at bygningerne måske ikke altid virker helt så imponerende som i virkeligheden, men som til gengæld også gør, at de ikke kommer til at dominere unødigt.

## Udvalgte tal
Aktuel status efterår 2018.
- Anlægstørrelse: 1.499 m²
- Sporlængde: 15.400 m
- Antal tog: ca. 1.040
- Antal vogne: Over 10.000
- Længste tog: 14,51 m
- Antal huse og broer: 4.340
- Biler (ikke kørende): 9.250
- Lys: ca. 389.000
- Computere: 50
- Træer: 130.000
- Antal figurer: 263.000
- Byggetid: 795.000 timer
- Antal medarbejdere: Over 300
- Omkostninger: 21.000.000 € (ca. 157 mio. DKK)